# Willi Stech
Willi Stech (* 29. November 1905 in Krefeld; † 28. April 1979 in Ehrenstetten) war ein deutscher Pianist, Bandleader und Komponist.

## Leben
Er studierte 1922 bis 1927 an der Kölner Musikhochschule Klavier und Komposition und arbeitete dann als Konzertpianist im In- und Ausland. Zum 1. März 1933 wurde er Mitglied der NSDAP. Am 21. Juli 1933 ernannte man ihn zum Hauptsachbearbeiter im neu gegründeten Deutschlandsender. Er fungierte als Hauspianist des Senders und war zugleich Leiter der Abteilung Unterhaltung, deren Programm er gestaltete.
1934 gründete er mit Harold M. Kirchstein die Orchesterformation Die Goldene Sieben. Nach deren Auflösung 1939 bildete Stech auf Weisung seiner Auftraggeber ein neues Orchester, das Tanzorchester des Deutschlandsenders. Im Winter des Kriegsjahres 1941 ging dieses Orchester unter Willi Stech zum ersten Mal auf Sendung. Es war seit Ende des Jahres 1941 nahezu ständig im Einsatz. Von 1942 bis 1943 wurden auch Schallplatten für die Deutsche Grammophon aufgenommen, ab Ende 1943 auch auf Magnetophonband. Bemerkenswerterweise befinden sich darunter auch amerikanische Swing-Titel, die für den deutschen Rundfunk gesperrt waren und wahrscheinlich bei den deutschen Auslandssendern zum Einsatz kamen.
Im Februar 1944 ernannte Joseph Goebbels Stech zusammen mit Barnabás von Géczy zum Leiter des Deutschen Tanz- und Unterhaltungsorchesters in Prag. Stech geriet nach Kriegsende in tschechische Gefangenschaft und arbeitete später als Pianist in der Schweiz. Von 1951 bis 1970 leitete er das Kleine Unterhaltungsorchester des Südwestfunks in Freiburg. Nach dessen Auflösung gründete er ein eigenes „Großes Orchester Willi Stech“, mit dem er weitere Schallplattenaufnahmen produzierte.